# Marie Edmond Valentin
Marie Edmond Valentin (Strasburgo, 27 aprile 1823 – Parigi, 31 ottobre 1879) è stato un politico e militare francese.

## Biografia
Sottotenente dell'esercito, repubblicano, fu eletto nel 1850 all'Assemblea Nazionale. Oppositore di Luigi Bonaparte, fu arrestato la notte del 2 dicembre 1851. Esiliatosi in Inghilterra, insegnò alla scuola militare di Woolwich e rientrò in Francia soltanto nel maggio 1870.
Con la Repubblica e la guerra franco-prussiana, fu nominato prefetto del Bas-Rhin e combatté i prussiani penetrando a Strasburgo il 19 settembre 1870. Alla resa della città, il 27 settembre, fu arrestato e detenuto in Germania. Liberato alla firma dell'armistizio e nominato il 6 febbraio 1871 prefetto del Rhône, represse l'insurrezione comunarda di Lione.
Sostituito da Thiers il 24 gennaio 1872 perché ritenuto non abbastanza conservatore, ricevette in compenso la legion d'onore. Il 7 febbraio 1875 fu eletto deputato e il 30 gennaio 1876 senatore, mantenendo le proprie posizioni repubblicane.